# Кикенка (исторический район)
Ки́кенка — исторический район в поселке Стрельна Петродворцового района Санкт-Петербурга. Расположен между Санкт-Петербургским шоссе, ручьем Стрелка, Балтийской железной дорогой и рекой Кикенкой.

## История
Первая, чухонская деревня Кикенка появилась в допетровское время. Она располагалась на высоком берегу Финского залива по обе стороны Санкт-Петербургского шоссе восточнее улицы Глинки. По мнению стрельнинского краеведа О. П. Вареника, этимология ойконима связана с финским словом kukka — цветочный. Официальная версия иная: название «происходит от фамилии сподвижника первого российского императора Петра I, адмиралтейств-советника А. В. Кикина, дача которого располагалась поблизости».
Чухонская Кикенка при Петре I стала называться Большой Кикенкой. Рядом с ней в 1710-х годах было основано селение Малая Кикенка. В ней были построены жилые дома — «мастеровых людей жильё», в которых поселились строители Большого Стрельнинского дворца. Малая Кикенка располагалась на правом берегу реки Кикенки.
С конца XVIII века Малая Кикенка стала называться Старой Кикенкой — для отличия от Новой Кикенки, что появилась вдоль Красносельского шоссе. В 1920-х годах Старую Кикенку назвали Каменкой. Этимология нового топонима неизвестна. С 1990-х годов Каменка стала в документах писаться как улица Каменка.
Историческая планировки Малой Кикенки сохранилась: изгиб, который центральная улица делает в самом конце, у поворота к Романовской улице, запечатлен на картах начала XIX века. Тогда дорога была длиннее — она шла до поселка Аннино, но теперь пропадает в полях.
25 октября 2022 года для исторического района между Санкт-Петербургским шоссе, ручьем Стрелка, Балтийской железной дорогой и рекой Кикенкой было официально утверждено название Кикенка.
15 сентября 2022 года мост через реку Кикенку в створе Волхонского шоссе получил название Кикенский.